# Tetra černá
Tetra černá (Gymnocorymbus ternetzi) je hejnovitá akvarijní ryba. V České republice se chová poměrně často. Dožívá se cca 5 let.

## Výskyt
Pochází z různých typů vod v Brazílii, Bolívii a Paraguayi.

## Velikost
Tato tetra může dorůst do délky průměrně 5 centimetrů. Samice jsou většinou větší než samci, mohou mít mezi šesti a sedmi centimetry. Většinou jsou také zavalitější. Samci jsou naproti tomu menší a nenápadnější. Rozlišení pohlaví může být ovšem obtížné.

## Vzhled
Už podle názvu je jasné, že tato tetra má černé zbarvení. V mladí postupně tmavne, černá je hlavně v dospělosti. Později však začne stářím tuto barvu ztrácet. Stříbrné mohou být tetry ale i z jiných důvodů, jako je stres, který způsobuje například transport, nebo pokud nejsou v hejnu, které by mělo obsahovat minimálně šest ryb tohoto druhu. Tyto barvy jim ovšem poskytují dokonalé maskování.

## Prostředí pro chov
Akvárium pro tyto tetry by mělo být hustě osázené rostlinami, mohou v něm být různé úkryty, ale žádné ostré předměty, jako jsou například špičaté kameny. Snese se téměř se všemi rybami, většinou si jich nevšímá.